# Parapent motoritzat

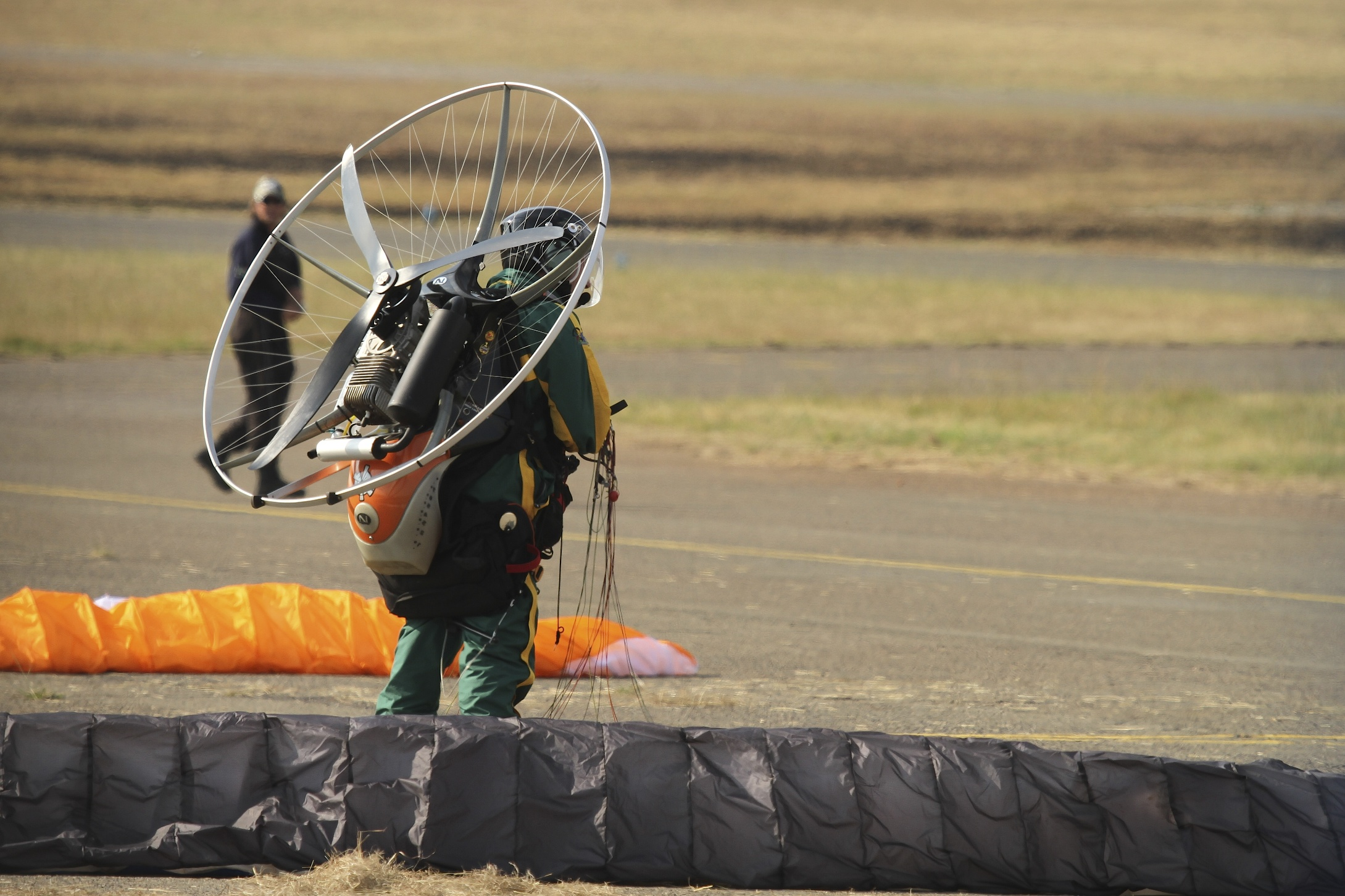
Paramotor a l'esquena del pilot

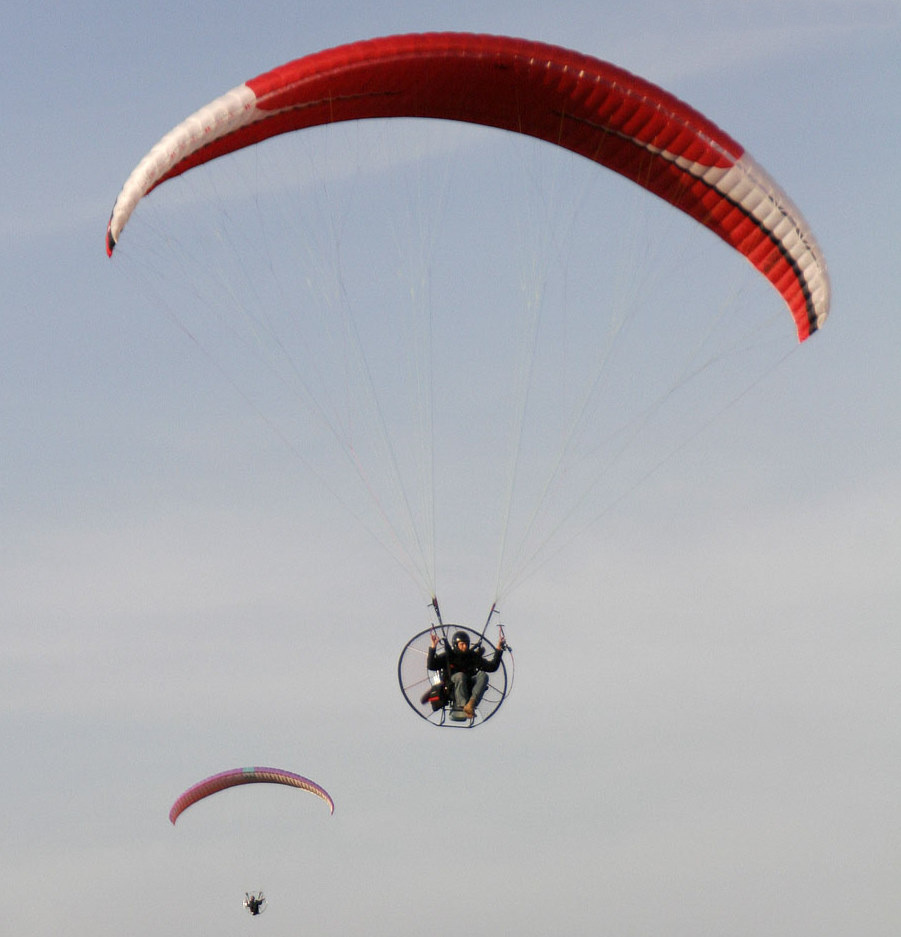
Dos parapents motoritzats en vol

Un parapent motoritzat, (en anglès: PPG), és un tipus de parapent on el pilot porta un motor de motxilla (un paramotor ) que proporciona prou empenta per enlairar-se amb un parapent. El pilot només pot llançar-lo en aire quiet i en terra plana; no es necessita ajuda.
Es pot enlairar de manera independent, sense l'ajuda d'altres. Es necessiten unes quantes desenes de metres d'espai per a l'enlairament, que és possible sense vent : aquests dispositius només requereixen un manteniment mínim i poden enlairar-se i aterrar en molts llocs, l'única limitació són les condicions meteorològiques i les habilitats del pilot. En alguns casos, s'utilitza un paracaigudes d'emergència addicional per a una major seguretat.

## Descripció

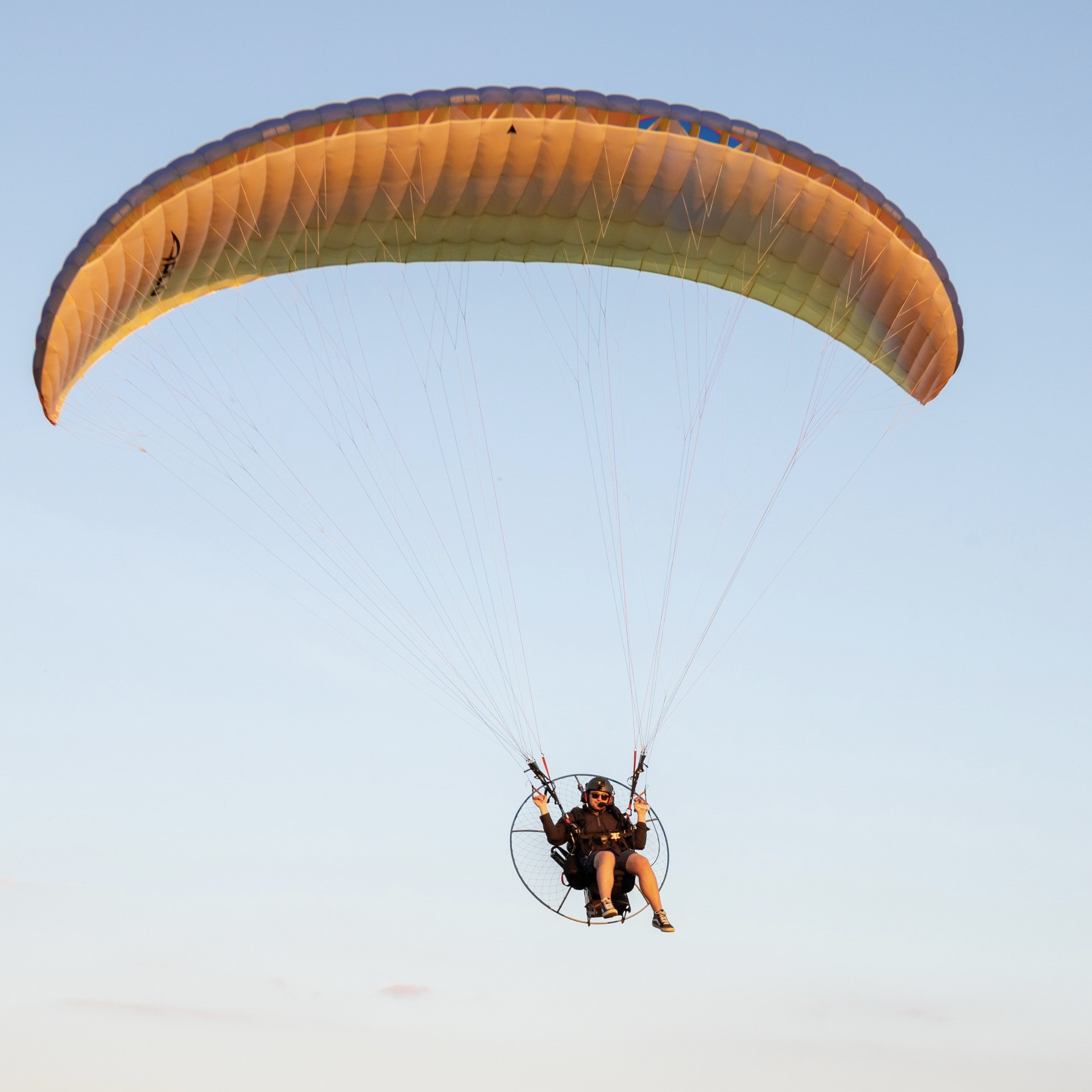
Un parapent motoritzat amb paramotor en ple vol

A molts països, incloent els Estats Units, el parapent motoritzat està mínimament regulat i no requereix cap llicència. Es diu que la capacitat de volar baix i lent amb seguretat, la sensació "oberta", els mínims costos d'equip i manteniment i la portabilitat són els principals mèrits d'aquest tipus de vol.
Un parapent motoritzat vola a una velocitat entre 25 i 70 km/h. L'alçada del vol sol ser inferior a 150 metres, la màxima és d'uns 5000 metres. A causa de la lenta velocitat d'avançament del paramotor i la naturalesa d'una ala suau, és arriscat operar amb vents forts, turbulències o intensa activitat tèrmica, especialment per a pilots sense experiència.

## Ús civil
Els parapents s'utilitzen normalment per a l'esbarjo personal, amb algunes excepcions. S'han utilitzat per a la recerca i el rescat, el pasturatge d'animals, la fotografia, l'enquesta i altres usos, però les regulacions de la majoria de països limiten les activitats comercials.

## Ús militar
El parapent motoritzat ha vist algunes aplicacions militars, entre d'altres, per part dels soldats de les forces especials i també la patrulla fronterera en alguns governs. El regiment aerotransportat libanès va adoptar aquesta tècnica el 2008. L'exèrcit dels EUA i l'exèrcit egipci han utilitzat unitats de la sèrie Paramotor Inc FX durant molts anys, i aquestes unitats encara estan en producció. Durant l'inici de la guerra entre Israel i Hamàs de 2023, els militants de Hamàs van utilitzar parapents motoritzats per infiltrar-se al sud d'Israel, molts dels quals es van utilitzar a la massacre del festival de música de Re'im.

## Seguretat i normativa
La investigació calcula que l'activitat és una mica més segura (menys víctimes mortals per cada mil participants a l'any) que anar en moto i més perillosa que anar en cotxe. La causa més probable de lesions greus és el contacte corporal amb una hèlix que gira. La següent causa més probable de lesió és volar cap a una altra cosa que no sigui la zona d'aterratge. Alguns països disposen d'estadístiques detallades sobre accidents, per exemple, a Alemanya el 2018, uns 36.000 pilots de parapent motoritzat van registrar 232 accidents, on 109 van causar ferides greus i 9 van ser mortals.

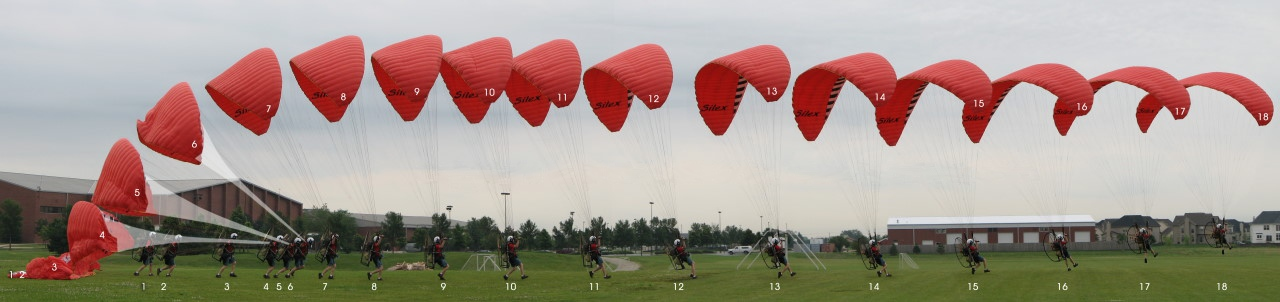
Llançament d'un parapent motoritzat

## Galeria

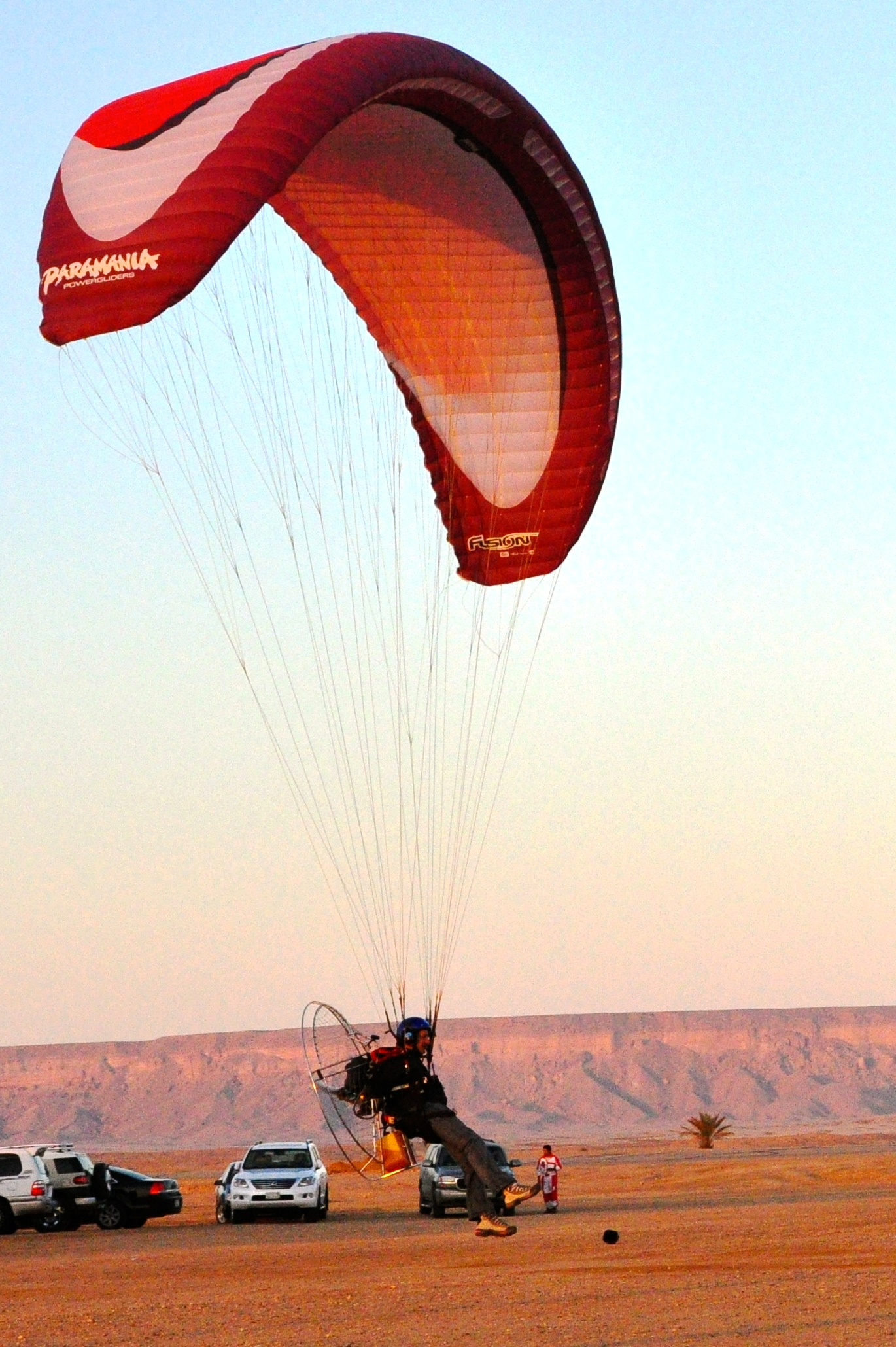
Aterratge d'un parapent motoritzat
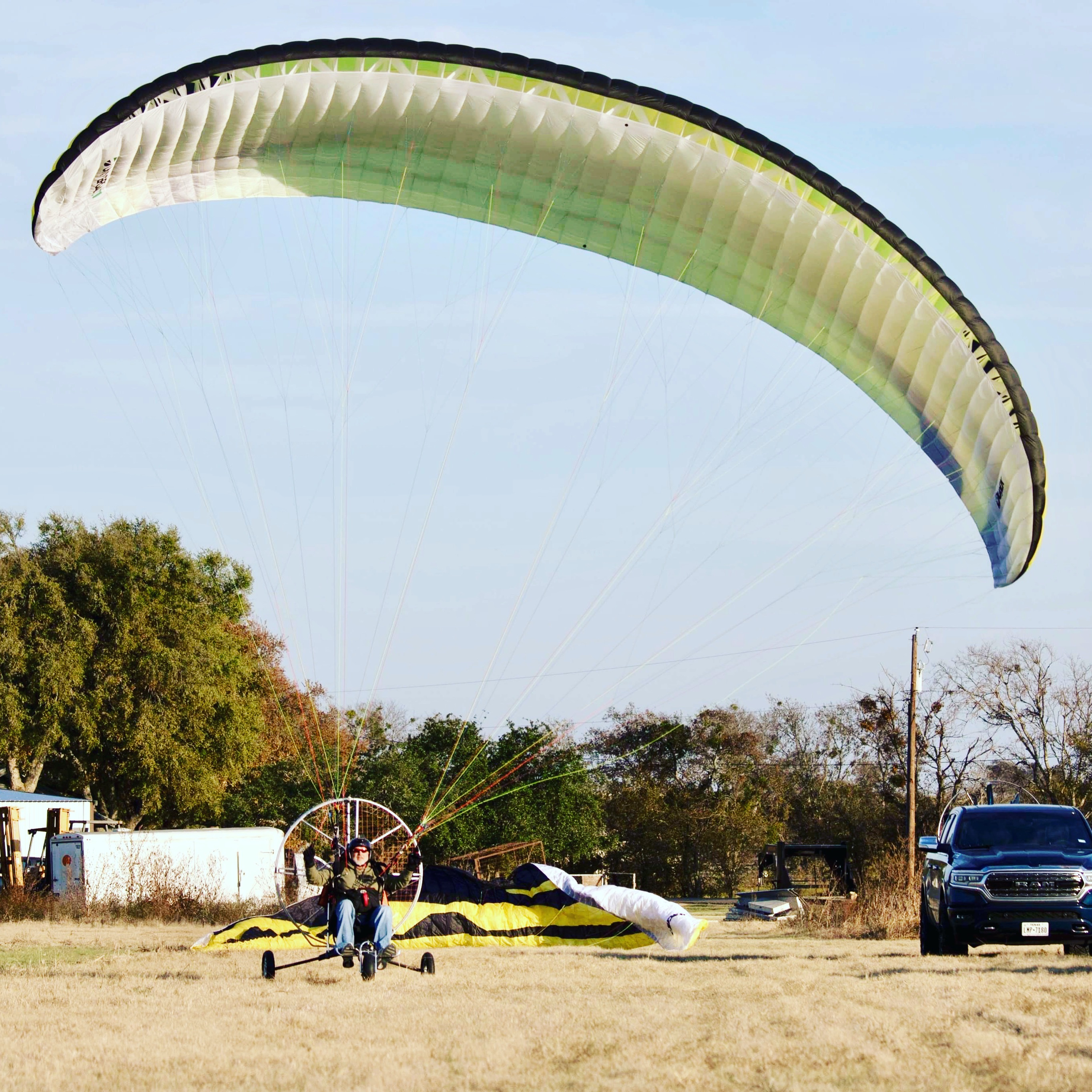
Enlairament d'un parapent-tricicle  elèctric